# Spätmittelalter

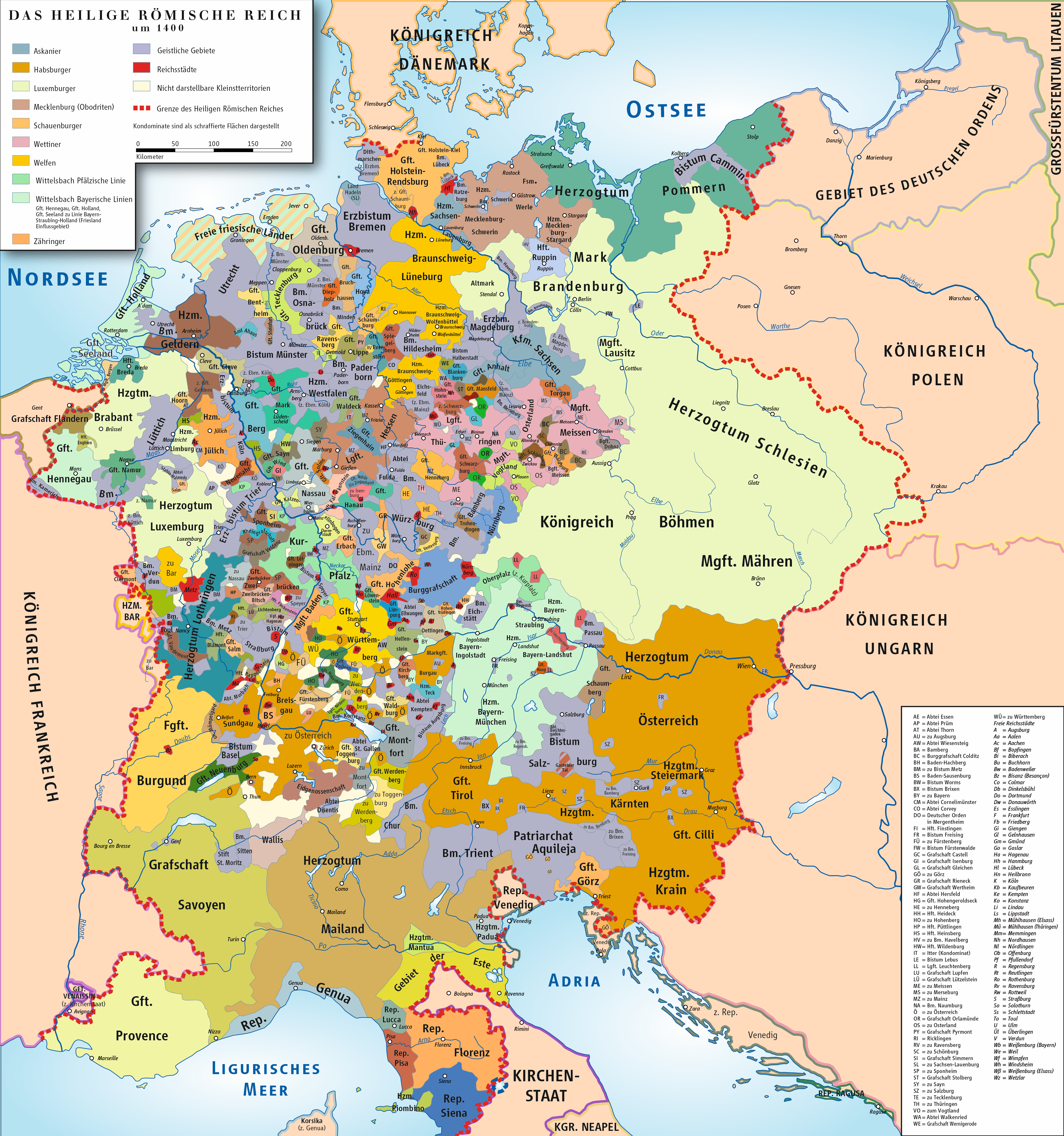
Das Heilige Römische Reich im Spätmittelalter (um 1400)

Als Spätmittelalter wird der Zeitraum der europäischen Geschichte von der Mitte des 13. bis zum Ende des 15. oder Anfang des 16. Jahrhunderts bezeichnet (also ca. 1250 bis 1500, in der Germanistik auch 1250 bis 1450). Sie stellt die Endphase des Mittelalters dar, auf welche die Frühe Neuzeit folgt.
Eine generelle zeitliche Eingrenzung des Übergangs vom Spätmittelalter in die Renaissance ist nicht möglich, da letztere wesentlich aus der kulturphilosophischen und kunstgeschichtlichen Entwicklung heraus definiert ist. Je nachdem, wie offen die jeweiligen Gelehrten und Mäzene in den europäischen Kulturzentren der neuen Entwicklung gegenüberstanden, breitete sich die Renaissance in den europäischen Regionen unterschiedlich schnell aus.
Vor allem in Südeuropa wird im 15. Jahrhundert von der Frührenaissance gesprochen, teils schon im 14. Jahrhundert und (schon bei Vasari) sogar bereits am Ende des 13. Jahrhunderts (vgl. Cimabue, Duccio, Pisano und Arnolfo di Cambio, mit Llull, Dante und Giotto als Übergang zur Zeit der einflussreichen Humanisten Petrarca und Boccaccio), während gleichzeitig nördlich der Alpen traditionell noch vom späten Mittelalter die Rede ist (siehe auch Epochen innerhalb der Frühen Neuzeit).
Das Spätmittelalter wurde in der älteren Forschung wegen bestimmter Erscheinungen in Kunst und Kultur, Agrarproblemen sowie politischen Veränderungen im römisch-deutschen Reich oft als Krisenzeit betrachtet. Diese negative Bewertung betraf vor allem die deutsche Mediävistik, weil dort die Abfolge des Mittelalters in drei Stufen prägend war und man für das Spätmittelalter nicht zuletzt eine politische Krisenzeit festzustellen glaubte, eine „Verfallszeit“. In Italien und Frankreich wurde keine derartig scharfe Trennung vorgenommen. In der neueren deutschsprachigen Forschung wird ebenfalls differenzierter geurteilt, vor allem durch neue Forschungsansätze und Quellenbefunde: Bei allen auftretenden Problemen war das Spätmittelalter geprägt von einer gestiegenen Mobilität und Internationalität, Veränderungen in vielen Lebensbereichen und schließlich dem Übergang in die Frühmoderne. Insofern hat ein deutlicher Paradigmenwechsel in der deutschen Spätmittelalterforschung stattgefunden.

## Überblick
Um 1300 breiteten sich Hungersnöte und Seuchen wie die Hungersnot von 1315–1317 und der Schwarze Tod 1347–1353 aus und reduzierten die Bevölkerung auf etwa die Hälfte. Soziale Erhebungen und Bürgerkriege führten in Frankreich und England zu schweren Volksaufständen (Jacquerie und der Bauernaufstand von 1381 in England), und zwischen diesen beiden Staaten brach der Hundertjährige Krieg aus. Die Einheit der Kirche wurde durch das Große Schisma erschüttert. Am Ende der Kreuzzüge (1095–1291) war das Byzantinische Reich zu einer unbedeutenden Regionalmacht herabgesunken. Der Islam breitete sich im Zuge der Islamischen Expansion bis nach Zentralasien und über die Iberische Halbinsel aus. Der 200 Jahre dauernde Konflikt hatte die Kriegsführung und auch die Gesellschaft verändert. Die Verlierer jener Ära waren vor allem die Lehnsherren und das Rittertum. Doch auch Papsttum und Kaisertum mussten Autorität einbüßen. Die Gesamtheit dieser Ereignisse wurde oft Krise des Spätmittelalters genannt, wenngleich dieses Modell inzwischen sehr umstritten ist. Die moderne Forschung hat neue Quellen erschlossen, neue Fragestellungen entwickelt und ist zu einer deutlich positiveren Bewertung dieser Zeit gelangt.

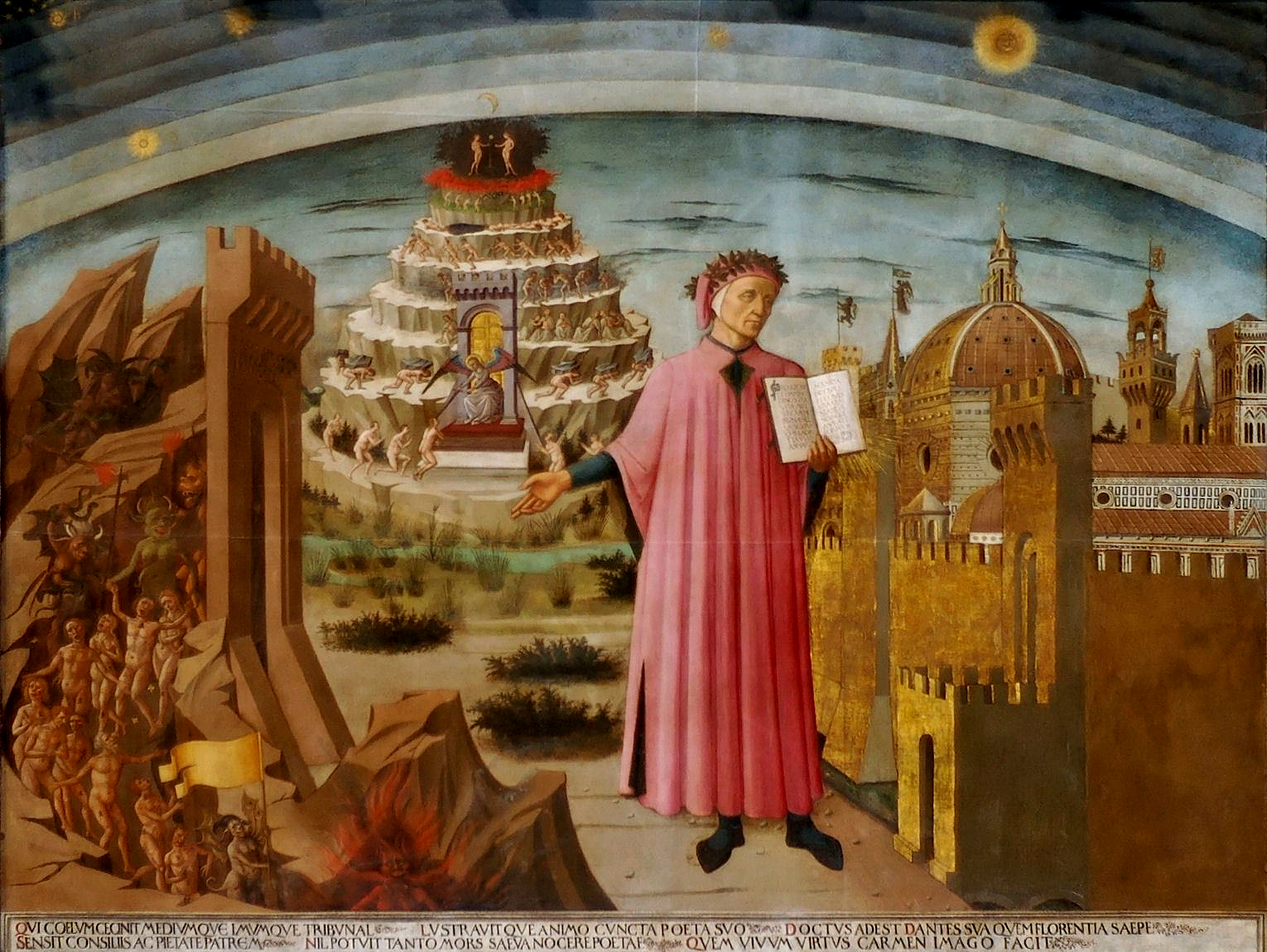
Dante von Domenico di Michelino

Das 14. Jahrhundert war auch eine Zeit des künstlerischen und wissenschaftlichen Fortschritts. Die Wiederentdeckung der Texte des alten Griechenlands und Roms führten zur Renaissance, der „Wiedergeburt“ des antiken Geisteslebens. Diese Entwicklung hatte schon mit dem Kontakt zu den Arabern während der Kreuzzüge begonnen und wurde durch die Eroberung Konstantinopels durch das Osmanische Reich beschleunigt. Viele byzantinische Gelehrte flohen in den Westen, insbesondere nach Italien. Die Erfindung des Buchdrucks erleichterte die Verbreitung des Geschriebenen und demokratisierte das Lernen als wichtige Voraussetzung für die spätere protestantische Kirchenreformation. Der Aufstieg des Osmanischen Reiches bis zum Fall Konstantinopels (1453) hatte die Verkehrswege nach Osten abgeschnitten. Doch die Suche nach einem Seeweg nach Indien hatte sowohl die Entdeckung Amerikas 1492 als auch die erste Weltumsegelung zur Folge und leitete das Zeitalter der Entdeckungen und die Europäische Expansion ein. Die Gewinner waren Händler und Handwerker, Bankiers und Ratsherren, die im Schutz der sich entwickelnden Städte ein zunehmend freies, von weltlichen und kirchlichen Obrigkeiten unabhängigeres Leben führen konnten. Die Reformation (1517) und der Deutsche Bauernkrieg (1525/26) leiteten die Frühe Neuzeit ein.
All diese Entwicklungen markieren das Ende des Mittelalters und den Beginn der Neuzeit. Dabei ist anzumerken, dass diese Einteilung willkürlich bleibt, da das antike Wissen niemals ganz aus der europäischen Gesellschaft verschwunden war. Es gab seit der klassischen Antike eine gewisse Kontinuität, außerdem bestanden erhebliche regionale Unterschiede. Einige Historiker – speziell in Italien – sprechen nicht vom Spätmittelalter als der Übergangepoche zwischen Mittelalter und Neuzeit, sondern betrachten die Renaissance als solche.

## Politische Geschichte

### Heiliges Römisches Reich
Nach dem Tod des Stauferkaisers Friedrich II. am 13. Dezember 1250 begann im Heiligen Römischen Reich das Interregnum, eine Zeit der Instabilität mit mehreren Königen und Gegenkönigen, in der vor allem die Macht des sich nun endgültig formierenden Kurfürstenkollegiums gestärkt wurde (siehe für die folgende Zeit Deutschland im Spätmittelalter). Das Interregnum endete erst 1273 mit der Wahl Rudolfs von Habsburg zum König. Nach Auseinandersetzungen mit dem König von Böhmen, Přemysl Ottokar II., den Rudolf in der Schlacht auf dem Marchfeld am 26. August 1278 besiegte, erwarb er Österreich, die Steiermark und die Krain und legte so die Grundlage für den Aufstieg des Hauses Habsburg zur mächtigsten Dynastie im Reich. Rudolfs Nachfolger, Adolf von Nassau und Albrecht I., standen im Konflikt mit den Kurfürsten, die 1308 den Luxemburger Heinrich VII. zum König wählten. Heinrich versuchte, das Kaisertum in Anlehnung an die Stauferzeit zu erneuern. Er unternahm 1310 einen Italienzug und wurde im Juni 1312 als erster römisch-deutscher König nach Friedrich II. zum Kaiser gekrönt, starb jedoch schon im August 1313. Das wirtschaftlich bedeutende Reichsitalien entglitt in der Folgezeit immer mehr dem Zugriff des römisch-deutschen Königtums.
1314 kam es zu einer Doppelwahl: Ludwig der Bayer aus dem Hause Wittelsbach konkurrierte mit Friedrich dem Schönen aus dem Hause Habsburg, wobei sich Ludwig schließlich durchsetzen konnte, bald aber in einen schwerwiegenden Konflikt mit dem Papsttum geriet (siehe Johannes XXII. und Clemens VI.). Im Reich nutzten die Luxemburger die Aufforderung des Papstes zur Wahl eines neuen Königs aus und 1346 wurde Karl IV. aus dem Hause Luxemburg von vier Kurfürsten zum König gewählt. Zu einem Kampf zwischen Karl und Ludwig kam es nicht mehr, da letzterer kurz darauf verstarb.

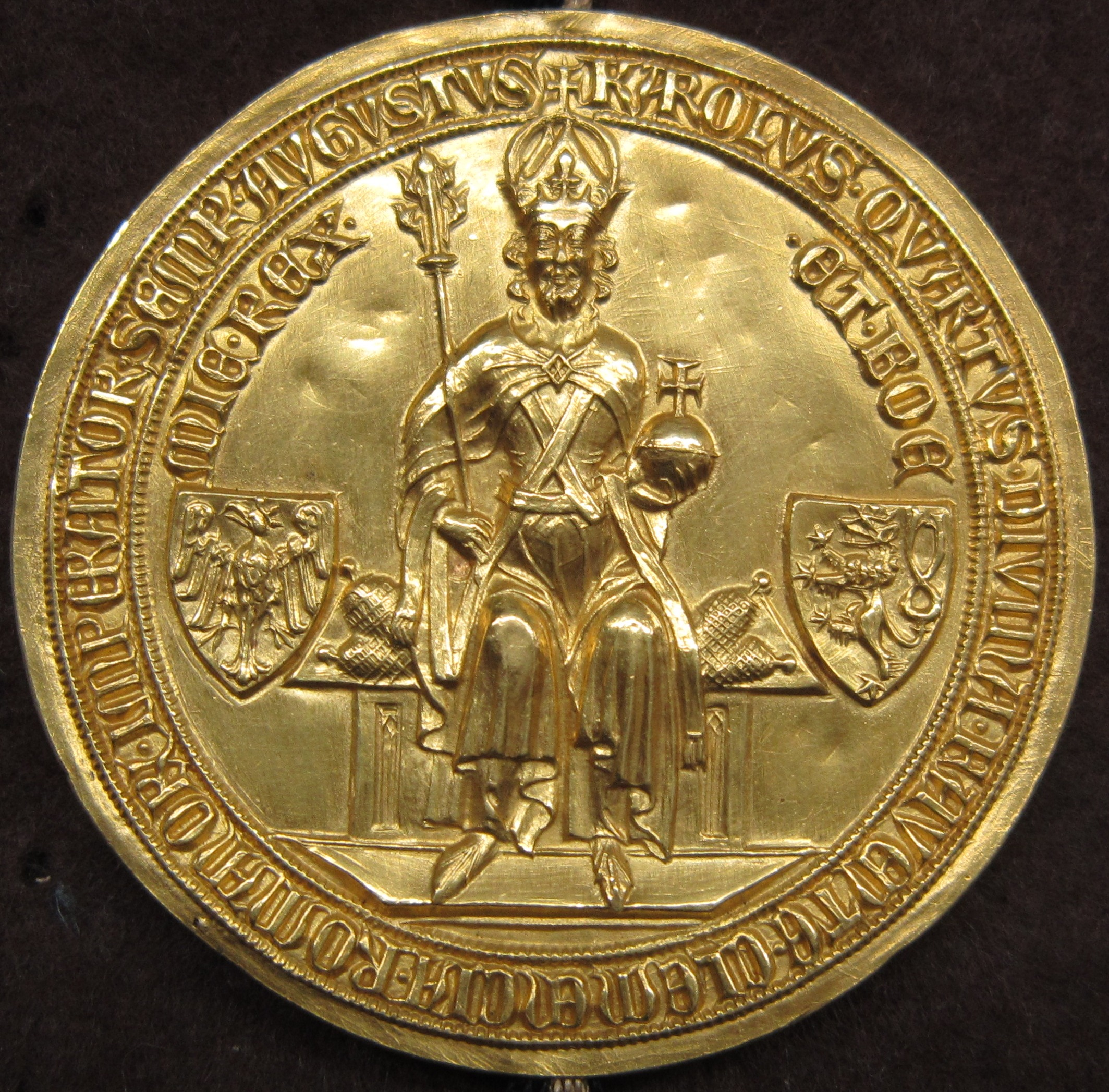
Die Goldene Bulle Karls IV.

Karl IV. erließ 1356 die Goldene Bulle, eine Art Grundgesetz des Heiligen Römischen Reiches. Mit ihr wurde der Kreis der Kurfürsten, die zur Königswahl zugelassen waren, offiziell festgelegt. Karl betrieb darüber hinaus eine überaus erfolgreiche Hausmachtpolitik. Sein Sohn und Nachfolger Wenzel konnte jedoch nicht an die Politik seines Vaters anknüpfen; er wurde schließlich im Jahr 1400 wegen Unfähigkeit von den Kurfürsten abgesetzt, die Ruprecht von der Pfalz zum neuen König wählten. Dieser agierte bemüht, aber letztendlich, auch aufgrund unzureichender Geldmittel, erfolglos. Mit dem Tod König Sigismunds 1437 ging die Königswürde von den Luxemburgern dauerhaft an die Habsburger über.
Das Reich blieb zersplittert und große Teile der realen Macht lagen bei den weltlichen und geistlichen Territorialherren sowie im Norden bei der Hanse. 1495 wurde auf dem Wormser Reichstag eine Reichsreform beschlossen, die unter anderem jegliche Art von Fehde verbot (Ewiger Landfrieden) und eine jährliche Einberufung des Reichstags, eine Reichssteuer und ein vom König unabhängiges Reichskammergericht einführte. Dadurch setzten die Fürsten ihre Forderung nach mehr Beteiligung der Reichsstände durch.

### Frankreich
Frankreich entwickelte sich unter den Kapetingern im 13. Jahrhundert zur bedeutendsten politischen Kraft in Westeuropa. Bereits in der späten Stauferzeit hatte Frankreich im Grenzraum zum römisch-deutschen Reich eine Expansionspolitik betrieben, wobei die Intensität nach dem Tod Friedrichs II. zunahm. Zwischen dem machtbewussten Philipp IV. und Papst Bonifatius VIII. kam es zu Beginn des 14. Jahrhunderts aufgrund der Besteuerung des französischen Klerus durch Philipp zum Konflikt. Bonifatius erließ die berühmte päpstliche Bulle Unam Sanctam, worin der absolute Führungsanspruch des Papsttums auch in weltlichen Fragen postuliert wurde, doch gelang es Philipp, den Papst zeitweilig festnehmen zu lassen. Kurz darauf starb Bonifatius, sein Nachfolger Benedikt XI. amtierte nur knapp ein Jahr, und der darauffolgende Clemens V. konnte sich gegen den französischen König in vielen Fragen nicht behaupten; es war der Beginn des sogenannten Avignonesischen Papsttums.
1328 folgte den in männlicher Linie ausgestorbenen Kapetingern das Haus Valois nach. Aufgrund konkurrierender Thronansprüche des englischen Königs Eduard III. Plantagenet begann 1337 der bis 1453 andauernde Hundertjährige Krieg. Die englischen Truppen, die besser geführt wurden und über die gefürchteten Langbogenschützen verfügten, erzielten beachtliche Erfolge und kontrollierten um 1360 große Teile Frankreichs; die Bevölkerung litt zudem unter plündernden Söldnerverbänden (Armagnacs) und Epidemien (Schwarzer Tod).

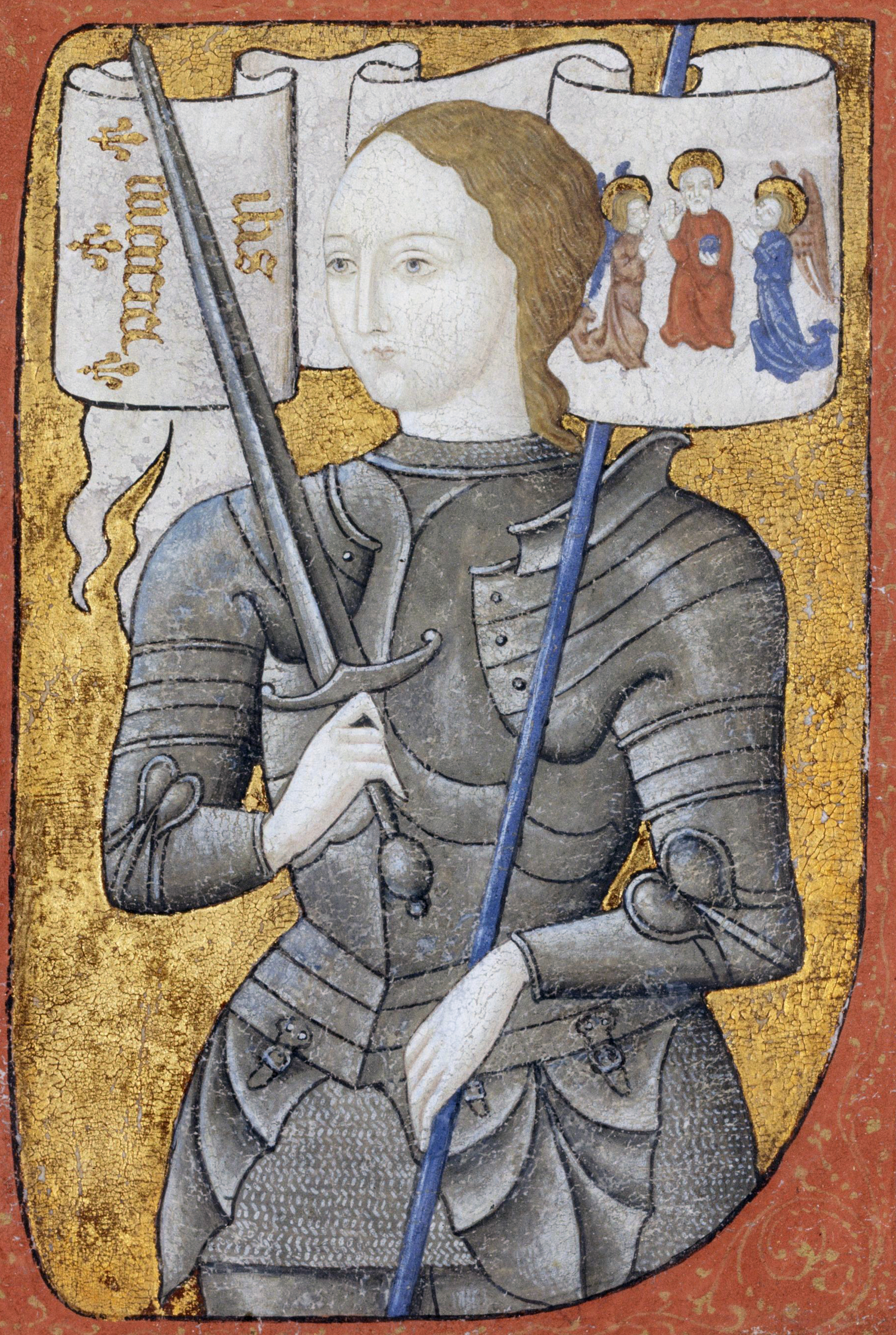
Jeanne d’Arc
Gemälde zwischen 1450 und 1500

Ende des 14. Jahrhunderts waren die Engländer durch einen Abnutzungskrieg auf einige wenige Stützpunkte an der Atlantikküste und am Ärmelkanal zurückgedrängt. 1415 erneuerte jedoch Heinrich V. den Krieg; er vernichtete in der Schlacht von Azincourt am 25. Oktober 1415 das französische Heer. Schließlich trat Philipp der Gute, der mächtige Herzog von Burgund, nach der Ermordung seines Vaters durch Anhänger der Valois auf die Seite Englands, auch wenn das Bündnis einige Jahre später wieder zerbrach. 1420 erkannte der französische König Karl VI. im Vertrag von Troyes die Ansprüche Heinrichs an, doch starb dieser bald darauf; die von ihm erhoffte Vereinigung Frankreichs mit England war damit gescheitert, wenn auch valoistreue Truppen nur noch Gebiete im Süden Frankreichs kontrollierten. Das Erscheinen der Jeanne d’Arc (Johanna von Orleans) wendete den Kriegsverlauf jedoch zugunsten Frankreichs. Sie führte 1429 den Dauphin Karl VII. zur Königssalbung nach Reims. Karl VII. konnte sich 1435 jedoch mit dem Herzog von Burgund einigen, wobei der König dem Herzog eine große Selbständigkeit gewährte (die erst unter Ludwig XI. 1477 beendet werden sollte). Die Engländer waren nun endgültig in die Defensive gedrängt und zogen sich 1453 zurück; nur Calais verblieb ihnen als letzter Stützpunkt auf dem Kontinent.
Frankreich wurde nun wieder expansiv tätig: Karl VIII. fiel 1494 in Italien ein, womit das bis dahin dort herrschende Mächtegleichgewicht empfindlich gestört wurde. Knapp 30 Jahre darauf griff auch Kaiser Karl V. in Italien ein; es begann ein jahrzehntelanger Kampf zwischen den Häusern Valois und Habsburg um die Vorherrschaft in Europa.

### Britische Inseln

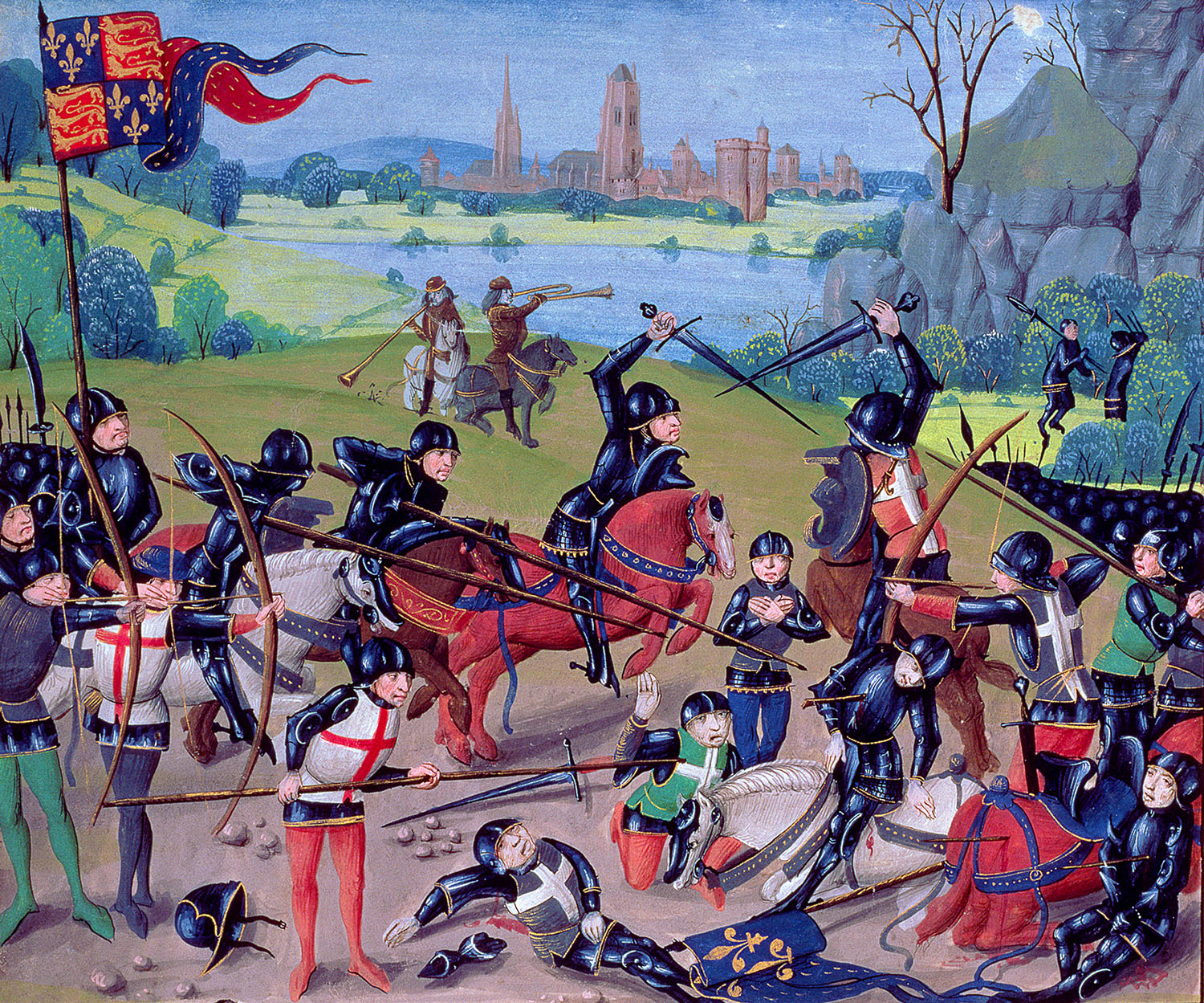
Die Schlacht von Azincourt

Die Schlacht von Bannockburn beendete 1314 die englischen Versuche, Schottland zu unterwerfen, und erlaubte den Schotten die Bildung eines starken Staatswesens unter den Stuarts. Ab 1337 richtete England seine Aufmerksamkeit vorwiegend auf den Hundertjährigen Krieg mit Frankreich. Heinrich V. rückte mit seinem Sieg bei Azincourt 1415 die Vereinigung beider Königreiche in greifbare Nähe, doch sein Sohn Heinrich VI. vergeudete den Vorteil. Fast sofort nach dem Kriegsende 1453 begannen die dynastischen Auseinandersetzungen der Rosenkriege (1455–1485). Sie endeten mit der Thronfolge Heinrichs VII. und der starken Zentralgewalt der Tudor-Monarchie. Während Englands Aufmerksamkeit so abgelenkt war, gelangte Irland unter seiner formalen Oberherrschaft zu einer praktisch weitgehenden Unabhängigkeit.

### Skandinavien
Nach dem Scheitern der Union zwischen Schweden und Norwegen (1319–1365) wurde 1397 die skandinavische Kalmarer Union gegründet. Die Schweden zögerten, sich an der dänisch dominierten Union zu beteiligen, und traten nach dem Stockholmer Blutbad 1520 aus. Norwegen andererseits verlor seinen Einfluss und blieb mit Dänemark bis 1814 vereinigt. Die norwegische Kolonie auf Grönland ging im 15. Jahrhundert unter, vermutlich aufgrund der sich verschlechternden klimatischen Bedingungen.
Siehe auch: Geschichte Skandinaviens, Geschichte Dänemarks, Geschichte Norwegens und Geschichte Schwedens

### Südeuropa
1469 heirateten Isabella von Kastilien und Ferdinand II. von Aragon und bildeten damit das Territorium des modernen Spanien. 1492 wurden die Mauren von Granada vertrieben, die Reconquista (Rückeroberung) war damit abgeschlossen. Portugal hatte während des 15. Jahrhunderts langsam die Küste Afrikas erforscht und 1498 fand Vasco da Gama den Seeweg nach Indien. Die spanischen Herrscher begegneten dieser Herausforderung, indem sie Kolumbus’ Expedition unterstützten, der einen westlichen Seeweg nach Indien suchte – er entdeckte Amerika im selben Jahr, in dem Granada fiel.
In Italien profitierten im 13. Jahrhundert lokale Machthaber der Guelfen und Ghibellinen vom Rückgang der Reichsherrschaft. Während die Ghibellinen sich im Regelfall mehr auf den Adel stützten, wies das Guelfentum eine gewisse Nähe zum „Republikanismus“ auf und wurde von der Kirche, Frankreich und den Anjous im Kampf gegen die Herrschaft der römisch-deutschen Könige unterstützt: Im Wortgebrauch der guelfischen Florentiner war „Ghibelline“ etwa synonym mit „Alleinherrscher“. Hauptsächlich dienten die Begriffe aber der Bezeichnung konkurrierender Stadtparteien.

Florenz und Venedig wuchsen durch Finanzgeschäfte und Handel zu mächtigen Stadtrepubliken heran, welche die politischen Hauptakteure in der Toskana und im Norden waren. Die in Florenz seit 1434 vorherrschende Familie der Medici förderte die Künste und wurde dadurch eine Triebkraft der Renaissance. Mit der Rückkehr des Papsttums nach Rom 1378 wurde diese Stadt ein weiteres Mal politische und kulturelle Metropole. Im Norden hingegen erlosch nach dem Ende der Staufer der seit der Zeit Ottos I. vorhandene Einfluss der römisch-deutschen Herrscher fast vollkommen. Der Italienzug Heinrichs VII. (1310–13) stellte den letzten ernsthaften Versuch dar, den Reichsrechten in Ober- und Mittelitalien gegenüber den Kommunen, dem Papst und dem König von Neapel (siehe Robert von Anjou) wieder Geltung zu verschaffen, womit Heinrich aber, auch bedingt durch seinen frühen Tod, scheiterte. Ludwig der Bayer und Karl IV. wurden in Italien, von ihren Italienzügen abgesehen, kaum aktiv, während Ruprecht von der Pfalz von Gian Galeazzo Visconti an den Alpen blutig abgeschlagen wurde. Der Frieden von Lodi von 1454 mit der Vollform der italienischen lega universale gilt bereits als Ereignis der Renaissance, der Übergangszeit zur Neuzeit. Politisch war Italien nach dem Neapelfeldzug Karls VIII. erschüttert. Dies markierte den Beginn der sich bis ins 16. Jahrhundert hinziehenden Kriege um die Hegemonie in Italien und das endgültige Ende des Mittelalters in dieser Region.
Siehe auch: Geschichte Spaniens, Geschichte Italiens, Geschichte Portugals, Republik Venedig, Venezianische Kolonien, Genua, Republik Genua, Genueser Kolonien, Geschichte Pisas und Kirchenstaat

### Osteuropa
Das Byzantinische Reich hatte Südosteuropa politisch und kulturell über Jahrhunderte dominiert. Von der Eroberung der Hauptstadt im Jahr 1204, die erst 1261 zurückgewonnen werden konnte, hatte sich das Reich allerdings nie ganz erholt, und die Dynastie der Palaiologen vermochte den Niedergang nicht aufzuhalten. Schon vor dem Fall Konstantinopels 1453 war es zu einem tributpflichtigen Vasallen des Osmanischen Reichs herabgesunken, nur noch bestehend aus der Stadt Konstantinopel und einigen griechischen Enklaven.
Nach dem Fall Konstantinopels standen die von ihm einst beherrschten Teile Südosteuropas fest unter türkischer Kontrolle und blieben es bis zur gescheiterten zweiten türkischen Belagerung Wiens 1683 und der Schlacht am Kahlenberg. Für die Griechen begann eine bis zu Beginn des 19. Jahrhunderts andauernde Fremdherrschaft, in der nur die orthodoxe Kirche als Bezugspunkt bestehen blieb. Auch die übrigen Balkanländer wie Bosnien, Kroatien, Serbien, Albanien (siehe Skanderbeg) und Bulgarien wurden Teil des Osmanischen Reiches.
Als die Osmanen im Jahr 1453 Konstantinopel eroberten, rief Papst Calixt III. die Christenheit zum Kreuzzug auf. Im christlichen Heer, das im Jahr 1456 das osmanische Heer in der Schlacht bei Belgrad besiegte, befand sich auch eine große Zahl an Kroaten, die der Franziskaner Johannes von Kapistran anführte. Im Jahr 1519 bezeichnete Papst Leo X. die Kroaten anerkennend als Antemurale Christianitatis (lat. „Bollwerk der Christenheit“, wörtlich „Vormauer“), weil sie gegen die Ausbreitung des Osmanischen Reiches gen Europa Widerstand leisteten. Nachdem das christliche Heer von den Türken in der Schlacht bei Mohács im Jahre 1526 aufgerieben worden war, kam auch das Königreich Ungarn unter osmanische Fremdherrschaft, und die Osmanen bedrohten nunmehr auch das übrige Europa. Das Ergebnis der Verteidigungsbemühungen der Kroaten im 15. Jahrhundert waren 30 Kriegszüge und 70 zerstörte Städte.
Im Norden bestand die wesentliche Entwicklung jener Jahre im enormen Wachstum des litauischen und dann polnisch-litauischen Königreichs. Weit im Osten verlor die Goldene Horde 1380 die Schlacht auf dem Kulikowo Pole (Schnepfenfeld) und musste die Vorherrschaft des Großfürstentums Moskau als Regionalmacht anerkennen, der auch die niedergehende Kiewer Rus weichen musste. 1480 beendete Iwan der Große nach dem Stehen an der Ugra endgültig die mongolische Herrschaft in Russland und legte die Grundlagen des russischen Nationalstaates.
Siehe auch: Geschichte Bulgariens, Geschichte Kroatiens, Geschichte Griechenlands, Geschichte Polens, Geschichte Litauens und Geschichte Russlands

## Gesellschaft und Wirtschaft

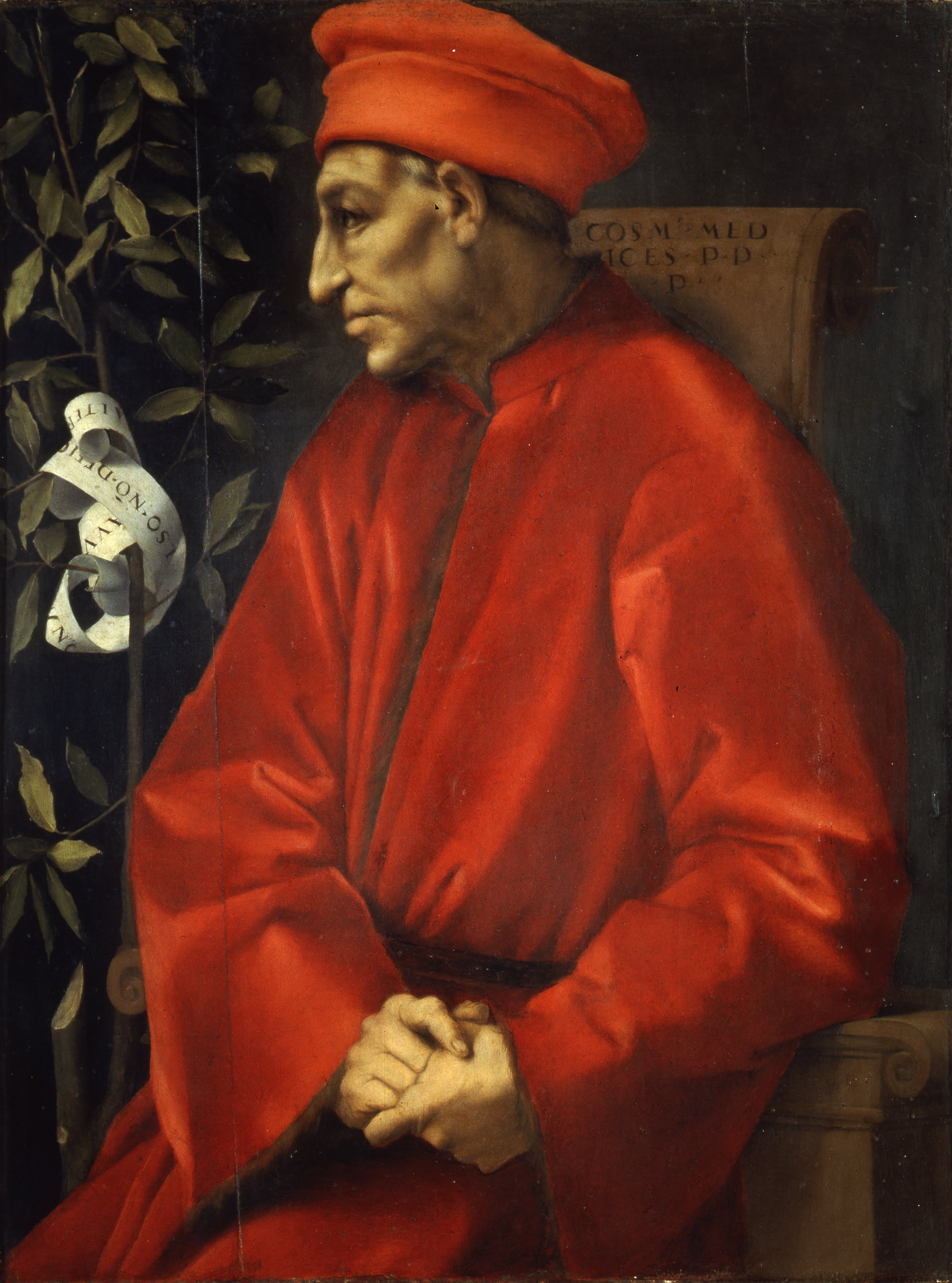
Cosimo de’ Medici begründete den Einfluss seiner Familie.

Am 18. Mai 1291 nahmen moslemische Armeen Akkon, die letzte christliche Festung im Heiligen Land, ein. Dieses Ereignis bedeutete nur noch formal das Ende der Kreuzzüge. Schon lange zuvor hatte sich die Lage des „Abendlandes“ verändert. Die Kreuzzüge schufen die Voraussetzung für kulturelle und wirtschaftliche Kontakte mit Byzanz und den weiter östlich gelegenen islamischen Gebieten. Byzanz war der Marktplatz, auf dem es praktisch alles gab, und Europa lernte neue Handelswaren kennen, Seidenstoffe, Gewürze, Obst und Spiegel aus Glas. Die meisten Güter waren nur für die reichen Europäer erschwinglich, doch mit dem Handel und Transport ließ sich Geld verdienen. Die neu erwachte Geldwirtschaft war noch jung, in Oberitalien entstanden die ersten banche, die Stuben der italienischen Geldwechsler und Kreditverleiher, schließlich die großen Handelskompanien – Gesellschaften, die internationalen Handel und Produktion im großen Stil finanzierten, und dafür vom Staat oftmals besondere Privilegien und Monopole erhielten. Die größten Finanziers bezahlten sogar die Kriege der Herrschenden. Familien wie die deutschen Fugger, die italienischen Medici und die de la Poles in England erreichten enorme politische und wirtschaftliche Macht.
Doch die Wirtschaft konnte nicht allein auf den Importen beruhen, es entstand auch reger Export nach Osten: Europäische Händler schickten Schiffsladungen mit Wollstoffen, Korn, Flachs, Wein, Salz, Holz und Fellen in den Orient. Die Tatsache, dass das Mittelmeer von islamischer Vorherrschaft (und damit verbundenen Zollforderungen) befreit war, förderte den Drang der Europäer, trotz geringer Erfahrung Handelsflotten aufzubauen. Vor allem Genua und Venedig verdankten ihren Aufstieg dem blühenden Ost-West-Handel. Neue Fertigungsmethoden verbreiteten sich, vor allem bei Stoffen, Geweben und Metallen.
Die Nachfrage wurde durch die Entstehung von spezialisierten Märkten und Messen angekurbelt. Die Lehnsherren sorgten für einen reibungslosen Ablauf dieser Veranstaltungen, sie bewahrten den Marktfrieden und erhielten Einnahmen aus Zöllen und Handelssteuern. Besonders bekannt waren zu jener Zeit die jährlichen Champagnemessen in der französischen Champagne. Händler aus ganz Europa und dem Nahen Osten zogen von Ort zu Ort, kauften und verkauften und schufen ein Handelsnetz bis nach Schottland und Skandinavien. Indem sich die Händler vereinigten, um ihre Waren in größeren Handelszügen sicherer durch die Lande zu transportieren, bekamen sie auch mehr Einfluss, z. B. wenn es darum ging, Preise und billigere Wegezölle zu vereinbaren. Die mächtigste Gemeinschaft von Handelspartnern, die von ähnlichen Interessen geleitet waren, stellte die Hanse dar. Die 1254 gegründete Vereinigung norddeutscher Kaufleute baute an Ost- und Nordsee ein regelrechtes Imperium unter den Augen verschiedener lokaler Herrscher auf und erkämpfte sich diesen gegenüber Eigenständigkeit und Macht – falls nötig mit Waffengewalt.
Im 15. Jahrhundert nahm die Bedeutung der Champagnemessen für den Nord-Süd-Handel ab. Stattdessen wurde der Seeweg zwischen Flandern und Italien bevorzugt. Ferner begannen mehr und mehr englische Wollhändler, zum Schaden der holländischen Tuchmanufakturen statt Wolle Kleidung zu exportieren. Entscheidend war auch die Behinderung des Handels mit der Levante durch den Wechsel vom byzantinischen zum Osmanischen Reich. Alternative Handelswege mussten eröffnet werden – um die Südspitze Afrikas herum nach Indien und über den Atlantik nach Amerika.
Diese Veränderungen förderten auch die Gründung und das Wachstum der Städte. Vom Niedergang des römischen Imperiums bis etwa ins Jahr 1000 waren in Europa kaum neue Stadtgründungen zu verzeichnen. Mit dem Aufblühen der Handelsbeziehungen folgte auch bald das Erfordernis neuer Handelsplätze und die Gründung neuer Städte an den Handels- und Transportwegen. Von etwa 1100 bis 1250 verzehnfachte sich die Zahl der Stadtrechte in Europa, eine Entwicklung, die sich im Spätmittelalter zunächst fortsetzte, dann aber durch die demographische Katastrophe infolge der Großen Pest unterbrochen wurde. Städte wie Innsbruck, Frankfurt, Hamburg, Brügge, Gent und Oxford nahmen erst jetzt einen Aufschwung. Eine kleine Stadt zählte meist rund 2500 Einwohner, eine bedeutende Stadt rund 20.000. Heutige Millionenstädte wie London und Genua brachten es auf 50.000 Einwohner. Die größten Metropolen mit etwa 100.000 Einwohnern waren Paris, Venedig und Mailand. „Stadtluft macht frei“ war das Motto der Zeit. Unzählige Unfreie, Leibeigene und verarmte Bauern zogen in die Städte, eine rege Bautätigkeit unterstützte die Entwicklung. Die Städte entwickelten ein politisches Bewusstsein, sie machten sich frei von Adel und Kirche, erhoben eigene Zölle und Steuern und begründeten eine eigene Rechtsprechung. In Nord- und Mittelitalien entstanden die ersten Kommunalverwaltungen und wurden rasch in ganz Europa imitiert. In den Städten entwickelten sich auch Handwerker- und Händlerzünfte, die entscheidenden Einfluss auf das Wirtschaftsleben gewannen.

## Bildung und Universitäten

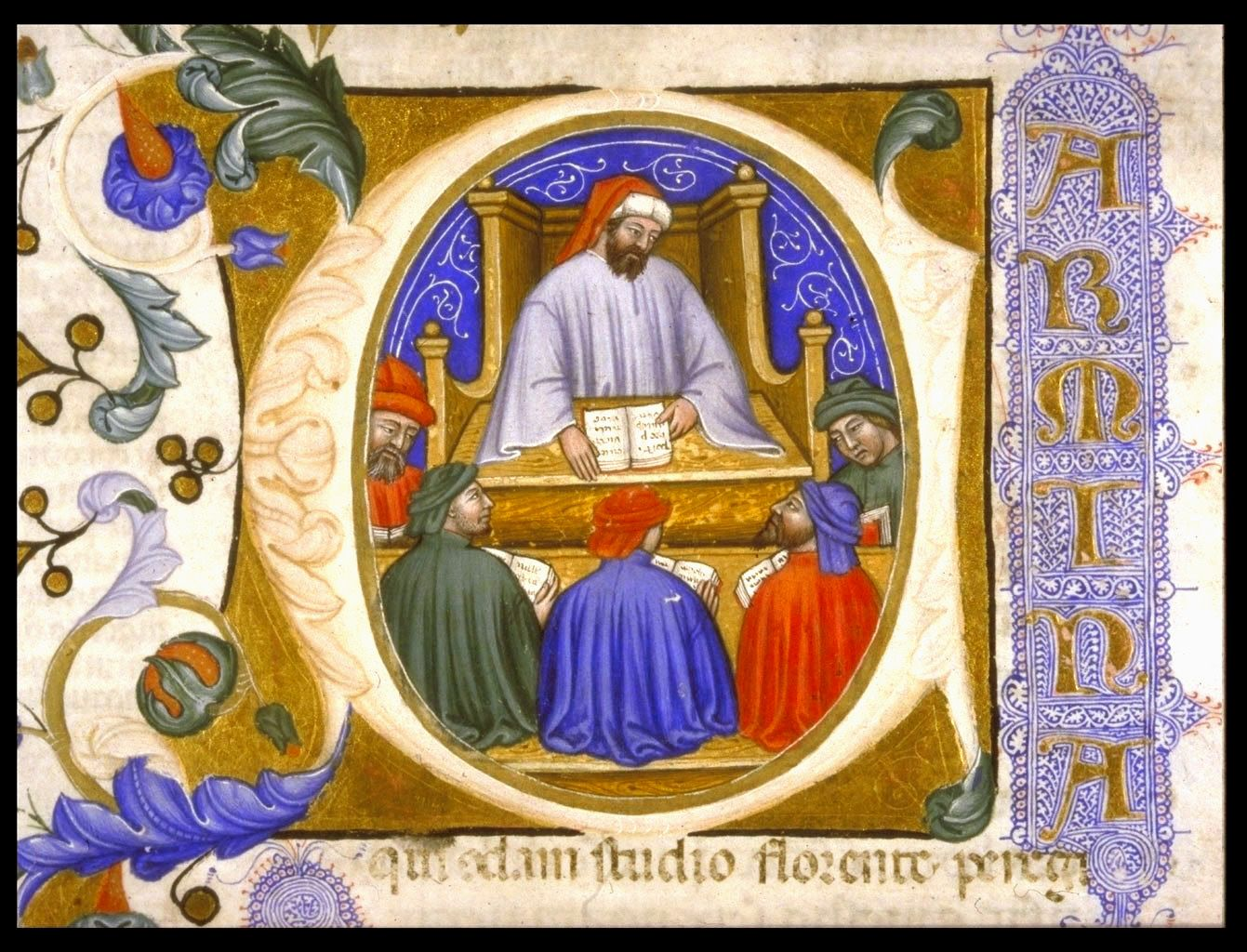
Spätmittelalterliche Boëthius-Ausgabe

Im frühen und hohen Mittelalter war elementare Bildung, wie Lesen, Schreiben und Rechnen, nur einem kleinen Kreis von Menschen zugänglich. Die breite Masse des Volkes, selbst der Adel, besaß kaum oder nur sehr geringe Bildung. Lediglich in den Klosterschulen war es möglich, sich Bildung anzueignen, doch nur für jene, die bereit waren, sich dem Dienst im Orden zu verpflichten. Ab etwa dem Jahr 1000 entstanden, parallel zum Aufblühen der Städte, sogenannte Kathedralschulen. Sie bildeten auch Adels- und Bürgersöhne, ja sogar Leibeigene aus, ohne sie dem Ordensleben zu unterwerfen. Die Kathedralschulen, die sich besonders stark in Frankreich entwickelten, beschränkten den Unterrichtsstoff auf die sieben „freien Künste“, deren Erlernen schon im alten Rom für freie Bürger charakteristisch war, das Trivium (Grammatik, Logik, Rhetorik) und das Quadrivium (Arithmetik, Astronomie, Geometrie, Musik). Gelesen wurden nur wenige anerkannte Schriftsteller der Spätantike und des frühen Mittelalters wie Boëthius, Cassiodor oder Isidor von Sevilla.
Mit den Kreuzzügen bekam das christliche Abendland Kontakt zur Geisteswelt des Islams. Viele bildungshungrige Europäer lernten arabische Mathematik, Astronomie, Medizin und Philosophie kennen, in den Bibliotheken des Orients lasen sie erstmals die griechischen Klassiker wie Aristoteles (im Mittelalter sehr häufig „der Philosoph“ genannt) im Originaltext. Auch über den islamisch besetzten Teil Spaniens kamen viele Impulse besonders nach Frankreich. Das damals vorbildliche Ausbildungssystem der islamischen Welt wurde bereitwillig aufgenommen. Die Regelungen und Lehrpläne der europäischen Kloster- und Kathedralschulen taten sich mit der Integration der neuen Inhalte schwer.
Obwohl Anfang des 12. Jahrhunderts Petrus Abaelardus als einer der Vorreiter dieser Entwicklung noch kirchlicher Verfolgung besonders durch Bernhard von Clairvaux ausgesetzt war, ließ sich die Entstehung von freien Universitäten nicht mehr verhindern. Mit dem Wachstum der erfolgreichen Handelsmetropolen entstanden ab der Mitte des 13. Jahrhunderts auch die Universitäten: Bologna, Padua, Paris, Orléans, Montpellier, Cambridge und Oxford, um nur einige Gründungen dieser Zeit zu nennen. Schon bald gehörte es für eine reiche Stadt zum guten Ton, bekannte Gelehrte und viele Studenten in ihren Mauern zu beherbergen. Im 14./15. Jahrhundert wurden dann auch in Deutschland erste Universitäten gegründet, darunter Heidelberg, Leipzig und Rostock.
Die frühen Universitäten des Spätmittelalters besaßen keine festen Gebäude oder Vorlesungsräume. Je nach Situation nutzte man öffentliche Räume für Vorlesungen: In Italien waren es oft die Stadtplätze, in Frankreich Kreuzgänge in Kirchen und in England fanden die Vorlesungen nicht selten an Straßenecken statt. Erst später mieteten erfolgreiche Lehrer, die von ihren Studenten direkt je Vorlesung bezahlt wurden, Räumlichkeiten für ihre Vorlesungen. Und bald gab es schon die ersten Studentenunruhen: Auch wenn eine Universität der Stolz einer Stadt war, gab es doch häufig Streitigkeiten mit den in Bünden organisierten Studenten wegen zu hoher Preise für Kost und Logis und Kritik wegen zu viel Schmutz auf den Straßen oder betrügerischer Gastwirte. In Paris gingen die Auseinandersetzungen im Jahr 1229 so weit, dass die Universität nach dem gewaltsamen Tod mehrerer Studenten mit Umsiedlung in eine andere Stadt drohte. Papst Gregor IX. erließ daraufhin eine Bulle, die die Eigenständigkeit der Universität von Paris garantierte. Fortan konnten zunehmend selbst die mächtigen Bürgerschaften den Universitäten keine Vorschriften mehr machen.

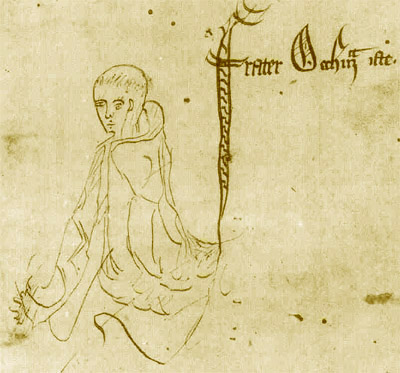
Wilhelm von Ockham

Der Philosoph Wilhelm von Ockham, bekannt durch das Prinzip von Ockhams Rasiermesser, und der Nominalismus leiteten das Ende stark theoretischer scholastischer Debatten ein und machten den Weg für empirische und experimentelle Wissenschaft frei. Ockham zufolge sollte sich die Philosophie nur mit Dingen beschäftigen, über die echtes Wissen erreicht werden kann (Prinzip der Sparsamkeit, engl. parsimony). Mittelalterliche Vorläufer der experimentellen Forschung kann man bereits in der Wiederentdeckung des Aristoteles und im Werk Roger Bacons sehen. Besonders kritisch äußert sich über die Scholastiker Nikolaus von Kues. Aus prinzipiellen Gründen wendet er sich auch gegen eine Zentralstellung der Erde und nimmt in diesem Punkt das heliozentrische Weltbild des Nikolaus Kopernikus vorweg.
Kurz vor und nach dem Fall Konstantinopels strömten auch verstärkt byzantinische Gelehrte nach Europa (z. B. Bessarion), wie auch bereits vorher byzantinische Kodizes nach Europa gelangt waren (etwa durch Giovanni Aurispa).
Die meisten technischen Errungenschaften des 14. und 15. Jahrhunderts waren nicht europäischen Ursprungs, sondern stammten aus China oder Arabien. Die umwälzende Wirkung folgte nicht aus den Erfindungen selbst, sondern aus ihrer Verwendung. Schießpulver war den Chinesen schon lange bekannt gewesen, doch erst die Europäer erkannten sein militärisches Potenzial und konnten es zur neuzeitlichen Kolonialisierung und Weltbeherrschung nutzen. In diesem Zusammenhang sind auch die Fortschritte der Navigation wesentlich. Kompass, Astrolabium und Sextant erlaubten gemeinsam mit weiterentwickeltem Schiffbau das Bereisen der Weltmeere. Gutenbergs Druckerpresse machte nicht nur die protestantische Reformation möglich, sondern trug auch zur Verbreitung des Wissens bei und damit zu einer Gesellschaft mit mehr Lesekundigen.

## Klima und Landwirtschaft
Um 1300–1350 ging die Mittelalterliche Warmzeit in die folgende Kleine Eiszeit über. Das kältere Klima reduzierte die Ernten; Hungersnot, Seuchen und Bürgerkriege folgten. Die wichtigsten Ereignisse waren die Große Hungersnot 1315–1317, der Schwarze Tod, und der Hundertjährige Krieg. Als die Bevölkerung Europas auf die Hälfte abnahm, wurde reichlich Land für die Überlebenden verfügbar, und in der Konsequenz wurde die Arbeit teurer. Versuche der Landbesitzer, die Löhne gesetzlich zu begrenzen – wie mit dem englischen Statute of Labourers 1351, waren zum Scheitern verdammt. Es war praktisch das Ende der Leibeigenschaft im größten Teil Europas. In Osteuropa andererseits gab es nur wenige große Städte mit einem lebendigen Bürgertum, um den Großgrundbesitzern Paroli zu bieten. Daher gelang es diesen dort, die Landbevölkerung in noch stärkere Unterdrückung zu zwingen.

## Religion
Die in Teilen, aber keineswegs insgesamt herrschende apokalyptische Stimmung führte vielfach zum Wunsch der direkten Gotteserfahrung. Das Bibelstudium vermittelte den Menschen das Bild der einfachen Lebensweise Jesu Christi und der Apostel, ein Vorbild, dem die existierende Kirche nicht gerecht wurde, gerade weil das Papsttum seit 1309 in Avignon (Avignonesisches Papsttum) residierte und sich immer mehr von den Menschen entfernte. Hinzu kam das abendländische Schisma von 1378, welches erst durch den Konziliarismus beendet werden konnte (Konzil von Konstanz). Infolge der Glaubenskrise entstanden vermehrt Bettelorden und apostolische Gemeinden, die sich dem einfachen Leben widmen wollten. Viele davon wurden von der Kirche wegen Ketzerei verfolgt, so beispielsweise die Waldenser, Katharer oder die Brüder und Schwestern des freien Geistes. Im Spätmittelalter traten in ganz Europa aus ähnlichen Gründen Judenverfolgungen auf, viele Juden wanderten nach Ostmitteleuropa aus.

### Das Große Abendländische Schisma

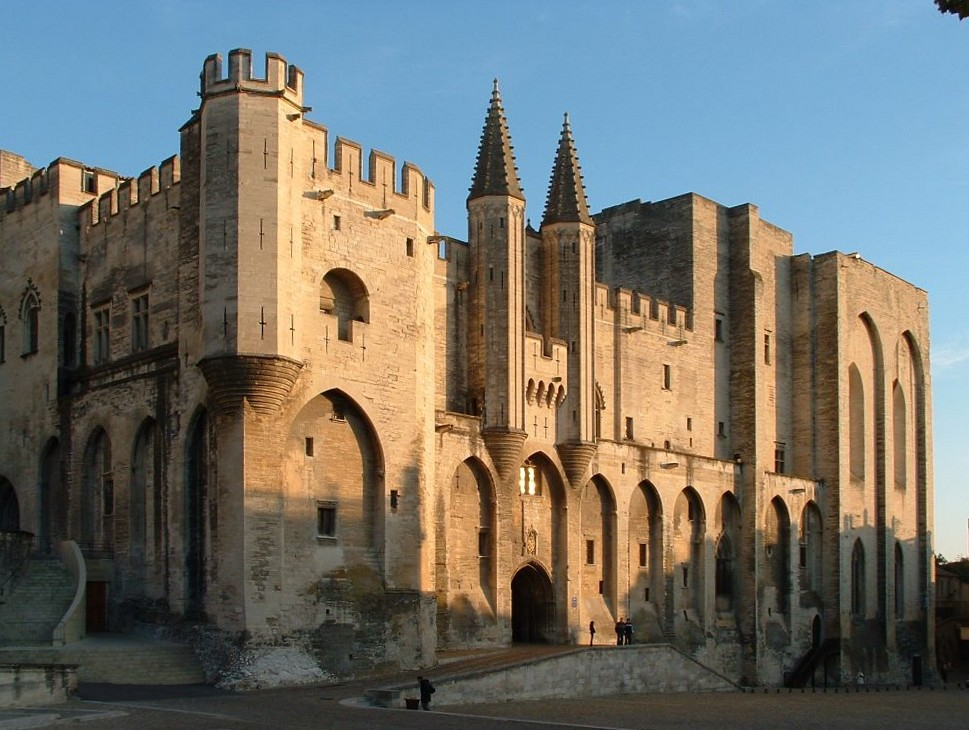
Der Papstpalast in Avignon

Seit dem frühen 14. Jahrhundert gelangte das Papsttum zunehmend unter den Einfluss der französischen Krone, bis hin zur Verlagerung seines Sitzes nach Avignon 1309. Als der Papst 1377 beschloss, nach Rom zurückzukehren, wurden in Avignon und Rom unterschiedliche Päpste gewählt, mit dem Resultat des sogenannten Abendländischen Schismas (1378–1417). Die Kirchenspaltung war eine ebenso politische wie religiöse Angelegenheit; während England den römischen Papst unterstützte, stellten sich seine Kriegsgegner Frankreich und Schottland hinter den Papst in Avignon. Italien und insbesondere Rom urteilten in dem Selbstverständnis, der alte Imperiumssitz sei der rechtmäßige Ort für den Sitz der Kirche Jesu Christi. Allerdings waren im Thronkampf von Neapel die älteren Anjou notgedrungen für Avignon, Visconti-Mailand schwankend aufgrund der Beziehungen zu Frankreich.
Auf dem Konzil von Konstanz (1414–1418) wurde das Papsttum wieder in Rom vereinigt. Obgleich die Einheit der Westkirche danach noch hundert Jahre andauerte und obgleich der Heilige Stuhl einen größeren Reichtum aufhäufte als jemals zuvor, hatte das Große Schisma doch irreparablen Schaden verursacht. Die inneren Konflikte der Kirche förderten den Antiklerikalismus bei Herrschern und Beherrschten und die Teilung ermöglichte Reformbewegungen mit schließlich einschneidenden Veränderungen.

### Reformbewegungen

#### John Wyclif
Obwohl die Westkirche lange gegen häretische Bewegungen gekämpft hatte, entstanden im Spätmittelalter innerkirchliche Reformbestrebungen. Deren erste entwarf der Oxforder Professor John Wyclif in England. Wyclif sprach sich dafür aus, die Bibel als einzige Autorität in religiösen Fragen zu betrachten und lehnte Transsubstantiation, Zölibat und Ablässe ab. Er übersetzte auch die Bibel ins Englische. Obwohl sie einflussreiche Freunde in der englischen Aristokratie hatte, etwa John of Gaunt, wurde Wyclifs Partei, die Lollarden, letztendlich unterdrückt.

#### Jan Hus
Die Lehren des böhmischen Priesters Jan Hus basierten mit wenigen Änderungen auf jenen von John Wyclif. Dennoch hatten seine Anhänger, die Hussiten, viel größere politische Auswirkungen als die Lollarden. Hus sammelte in Böhmen zahlreiche Anhänger und als er 1415 wegen Häresie verbrannt wurde, verursachte dies einen Volksaufstand. Die folgenden Hussitenkriege endeten zwar nicht mit der nationalen oder religiösen Unabhängigkeit Böhmens, aber Kirche und deutscher Einfluss wurden geschwächt.

#### Martin Luther

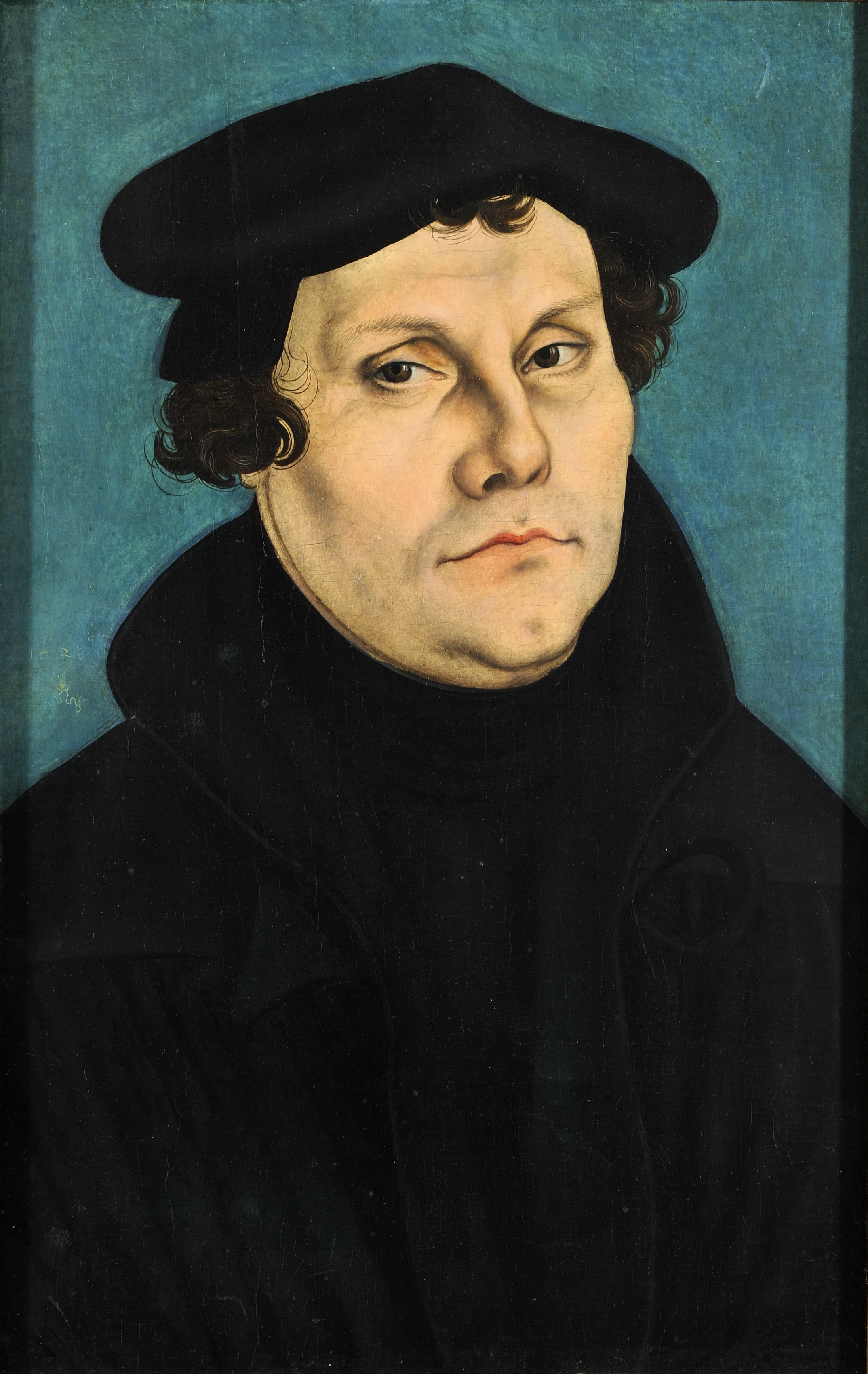
Porträt Luthers von Lucas Cranach d. Ä.

Die Reformationszeit liegt genaugenommen nicht mehr im Spätmittelalter, doch sie beendete die Einheit der Westkirche, die eines der wichtigsten Merkmale des Mittelalters gewesen war.
Martin Luther, ein deutscher Mönch, löste die Reformation durch seine zahlreiche theologische Fragen betreffende Position aus. Die gesellschaftliche Basis dieser Bewegung setzte sich aus Arbeitern, Studierenden und Jugendlichen zusammen, besonders seine Kritik von Ablasshandel und Bußwesen. Eine wichtige Station dabei war die Verteilung von 95 Thesen an seine dozierenden Kollegen (der Legende nach soll er sie auch an die Schlosskirche zu Wittenberg genagelt haben). Papst Leo X hatte 1514 für den Bau des neuen Petersdoms den Ablasshandel erneuert. Luther wurde vom Reichstag zu Worms (1521) aufgefordert, seine als Häresie verurteilten Ansichten zu widerrufen. Als er sich weigerte, belegte ihn Karl V. mit der Reichsacht. Unter dem Schutz Friedrichs des Weisen von Sachsen konnte er sich zurückziehen und unter anderem eine vollständige Neuübersetzung des Neuen Testaments ins Deutsche anfertigen, die 1534 um eine Neuübersetzung des Alten Testaments ergänzt wurde.
Für viele weltliche Fürsten war die Reformation eine willkommene Gelegenheit, ihren Besitz und Einfluss zu vergrößern, auch das städtische Bürgertum und Bauern konnten von ihr profitieren. Gegen die Reformation wendete sich die katholische Gegenreformation. Europa war nun geteilt in den protestantischen Norden und den katholischen Süden, Grundlage der Religionskriege des 16. und 17. Jahrhunderts.

## Kultur

### Kunst

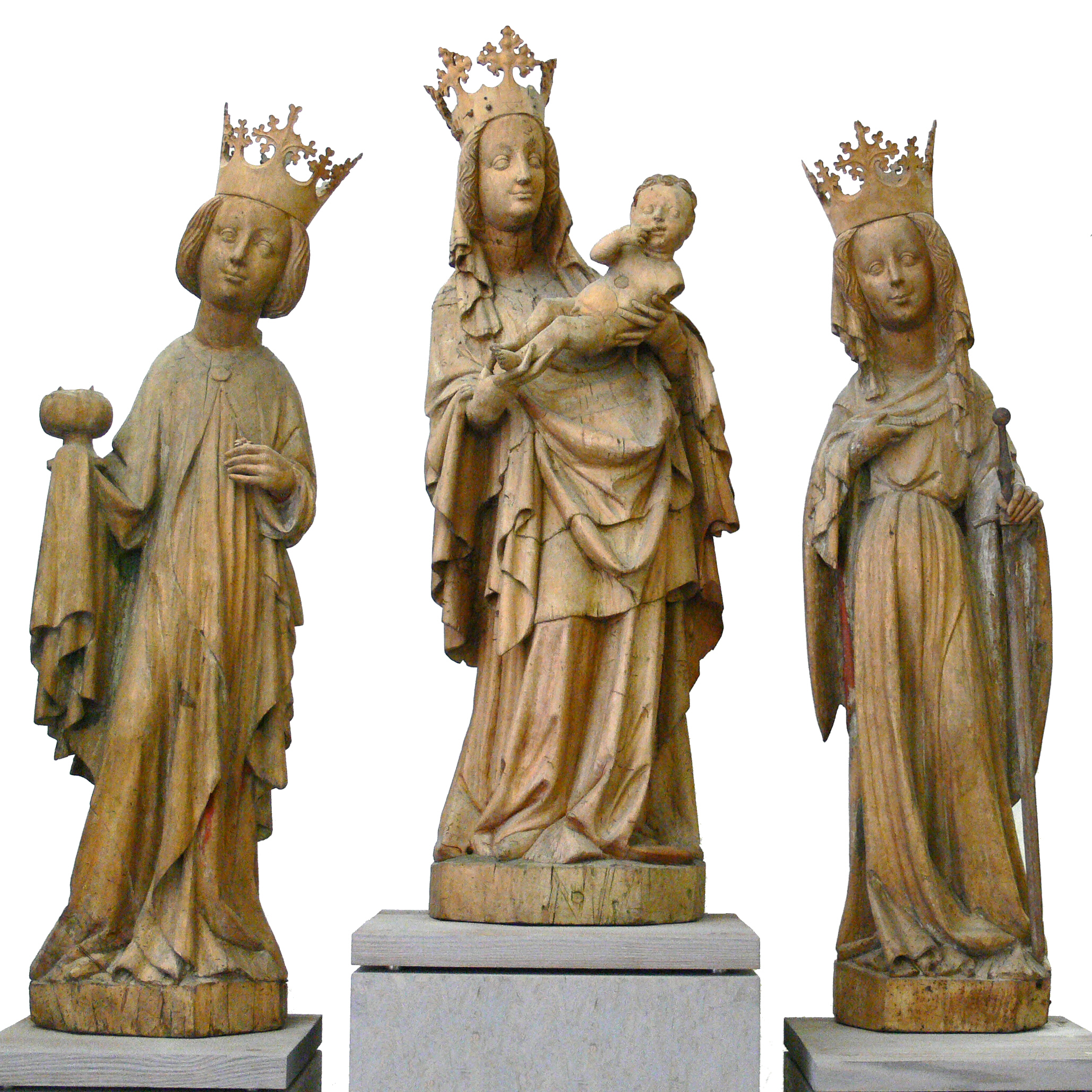
Spätmittelalterliche Madonna mit Heiligenfiguren (um 1410–1420)

Die bildende Kunst erfuhr im Spätmittelalter eine enorme Weiterentwicklung.
Im frühen 14. Jahrhundert entstanden die Werke Giottos als Vorläufer der Renaissance. In der Malerei spricht man von der nördlichen Renaissance mit Zentrum in den Niederen Landen und der italienischen Renaissance mit Florenz als Angelpunkt. Während die nördliche Kunst mehr auf Muster und Oberflächen gerichtet war, etwa die Gemälde des Jan van Eyck, erforschten italienische Maler auch Bereiche wie Anatomie und Geometrie. Die Entdeckung der Fluchtpunkt-Perspektive (Zentralprojektion), die Brunelleschi zugeschrieben wird, war ein wichtiger Schritt zu optisch realistischen Darstellungen. Die italienische Renaissance erreichte ihren Höhepunkt mit der Kunst Leonardo da Vincis, Michelangelos und Raffaels.

### Architektur
Während die gotische Kathedrale in den nordeuropäischen Ländern sehr in Mode blieb, konnte sich dieser Baustil in Italien nie recht durchsetzen. Hier ließen sich die Architekten der Renaissance von klassischen Gebäuden inspirieren, das Meisterwerk dieser Zeit war Filippo Brunelleschis Dom Santa Maria del Fiore in Florenz.